# 라이브 어 라이브
《라이브 어 라이브》는 일본의 회사 스퀘어가 제작한 1994년 롤플레잉 비디오 게임이다. 슈퍼 패미컴용으로 제작돼 일본에서 1994년 9월 2일 출시됐다.
게임 내에서 다양한 시대 및 배경을 무대로 한 7개의 소규모 시나리오들을 원하는 순서대로 플레이할 수 있는 옴니버스 구성이 특징이다. 시나리오 모두 전체적으로 턴제 전투 방식의 롤플레잉 비디오 게임 형식을 따라가나, 각자 독특한 게임플레이 요소를 담겨있다. 7개의 시나리오 모두 클리어 시 이후 플레이 가능한 추가 시나리오 2개가 등장한다. 당시 쇼가쿠간 계 잡지에서 연재하던 인기 만화가 7명들이 각 시나리오의 원화를 맡았다.
《라이브 어 라이브》의 개발은 1993년 말에 시작됐으며, 토키타 타카시가 디렉터를 맡은 첫 작품이었다. 토키타는 한 게임 내에서 각기 다른 소재에서 영감을 맞은 여러 개의 이야기를 들려주길 윈하는 소망에 해당 게임을 기획하기 됐다. 음악은 시모무라 요코가 맡았으며, 이는 그가 스퀘어 이직 후 처음 맡은 대형 프로젝트였다.
슈퍼 패미컴 발매 당시 판매량은 27만 장 가량으로 상업적 실패로 기록됐다. 이후 버추얼 콘솔을 통해 Wii U와 닌텐도 3DS로 재발매됐다. 2022년 7월 22일, 스퀘어 에닉스가 개발해 《옥토패스 트래블러》와 유사한 'HD 2D' 그래픽으로 재탄생한 리메이크가 닌텐도 스위치용으로 발매됐다.

## 개발
슈퍼 패미컴판 개발은 《파이널 판타지》 시리즈를 제작하기도 한 스퀘어 개발 제5부가 담당했다. 《라이브 어 라이브》는 이전 《반숙영웅》과 《파이널 판타지 IV》에 참여했던 토키타 타카시가 처음으로 디렉터 역할을 맡은 작품이다. 게임에 대한 첫 구상은 거대한 서사 안에 이야기들을 담은 《파이널 판타지》와는 대조적인, 각각 독립적인 이야기들을 플레이어가 한 게임 내에서 경험할 수 있으면 좋겠다는 발상에서 출발했다. 게임 주요 제작진으로 마찬가지로 《반숙영웅》이나 《파이널 판타지》 시리즈에서 활약했던 디자이너 이노우에 노부유키와 프로그래머 후카야 후미아키가 있다. 1993년 12월부터 본격적인 개발에 착수했으며, 기획을 포함한 초기 개발단계를 포함한 전체 개발기간은 약 1년 반이었다. 용량의 경우 슈퍼 패미컴 16메가비트 카트리지를 사용했다.

## 반응
〈패미통〉의 평론가들은 게임 내 다양한 시나리오에 호평을 남겼지만 동시대 슈퍼 패미컴 게임들에 비해 저조한 그래픽을 지적했다.

## 참조

### 내용주
1. ↑  리메이크 개발은 스퀘어 에닉스 담당.
2. ↑  영어: Live A Live, 일본어: ライブ・ア・ライブ